# گمینا رادمنو
گمینا رادمنو (به لهستانی:  Gmina Radymno) یک گمینا در لهستان است که در شهرستان یاروسواف واقع شده‌است. گمینا رادمنو ۱۸۲٫۴۴ کیلومتر مربع مساحت و ۱۱٬۴۳۱ نفر جمعیت دارد.